# .NET Foundation
A .NET Foundation é uma organização independente, constituída em 31 de março de 2014, pela Microsoft Corporation, para melhorar o desenvolvimento de software de código aberto e colaboração em torno do .NET Framework. Ela foi lançado na reunião anual Build de 2014, conferência realizada pela Microsoft. A fundação está de licença-agnóstica, e os projetos que vêm para a fundação são livres para escolher qualquer licença de código aberto, conforme definido pela Open Source Initiative (OSI). A fundação utiliza o GitHub para hospedar os projetos de código aberto que ela gerencia.
A fundação começou com vinte e quatro projetos sob a sua mordomia, inclusive .NET Compiler Platform ("Roslyn") e a família de projetos de código aberto ASP.NET, ambos tiveram o código fonte aberto pela Microsoft Open Technologies, Inc. (MS Open Tech). A Xamarin contribuiu com seis de seus projetos, incluindo as bibliotecas de e-mail de código aberto MimeKit e MailKit. Como em julho de 2015, a fundação mantém trinta e seis projetos, incluindo: .NET Core, Entity Framework (EF), Managed Extensibility Framework (MEF), Umbraco, MSBuild, NuGet, Orchard CMS e o WorldWide Telescope. Muitos destes projetos são também listados na galaria de projetos da Outercurve Fundation.
Seu conselho de administração é composto por Gianugo Rabelino (Microsoft Open Technologies), Jay Schmelzer (Microsoft), e Miguel de Icaza (Xamarin).